# I Коли (Л'Аквила)
I Коли (итал. I Colli) је насеље у Италији у округу Л'Аквила, региону Абруцо.
Према процени из 2011. у насељу је живело 15 становника. Насеље се налази на надморској висини од 713 м.